# Рудник Карус-Дам
Рудник Карус-Дам – гірничодобувний майданчик на заході Австралії.
Розробку золоторудного родовища Карус-Дам почала в 2000 році компанія Pacmin Mining, втім, вже у 2001-му рудник перейшов до Sons of Gwalia (передусім відома як власник великого рудника Гвалія). Розробка велась відкритим способом за допомогою головного кар’єру Карарі, а також кар’єрів Лувіронза (відпрацьований у 2000 – 2003 роках), Монтіс-Дам (роботи завершені в 2003-му), Твін-Пікс (роботи велись з 2003 по 2005 роки та призвели до вилучення біля 2 тонн золота). Є відомості, що до червня 2004-го вдалось отримати 15 тонн золота, з яких 8 тонн припадали на кар’єр Карарі. Невдовзі Sons of Gwalia збанкрутувала, після чого в першій половині 2005-го новий власник Карус-Дам компанія St Barbara Limited зупинила копальню (в руках St Barbara за три місяці з кінця березня по червень рудник видав 0,9 тонни золота).
Далі права на Карус-Дам придбала компанія Saracen Mineral Holdings (що в 2020-му унаслідок злиття з Northern Star Resources перетворилась на Northern Star Mining Services). Роботи відновились у 2010 році та тепер були зосереджені на кар’єрах Карарі та Верлінг-Дервіш (Whirling Dervish), кожен з яких в подальшому був доповнений підземними розробками. Відомо, що станом на кінець 2019/2020 фінансового року накопичений видобуток з кар’єру Карарі досягнув 8,7 млн тонн руди та 13,4 тонни золота, кар’єр Верлінг-Дервіш видав 7,4 млн тонн руди та 11 тонн золота, а підземний рудник на Карарі досягнув показника у 3,9 млн тонн та 11,2 тонни золота, при цьому залишкові запаси копальні оцінювались 14,6 млн тонн руди та 37 тонн золота (з них 3,6 млн тонн руди та 6 тонн золота для відкритої розробки кар’єрами Карарі-Соуз та Монтіс-Елліот).
Копальня має власну фабрику з вилучення золота, яка станом на кінець 2010-х мала потужність у 2,4 млн тонн на рік, яка в подальшому була доведена до 4 млн тонн. При цьому фабрика також приймала чи приймає на переробку руду з багатьох більш дрібних копалень району, як то Порфірі, Сафарі-Бор, Ред-Октобер, Діп-Соуз, Батчер-Велл, Англо-Саксон.